# Maison de Monte au Lever
La Maison de Monte au Lever est une habitation construite pour l'industriel Louis Neyron et inscrite aux monuments historiques français sur la commune des Grangettes dans le département du Doubs en France.

## Histoire
Pour réunir sa famille en été, l'industriel lyonnais Louis Neyron, développeur du tissu à maille pour les sous-vêtements avec la marque Rasurel fait construire cette maison d'habitation entre 1910 et 1913 sur les hauteurs des Grangettes et dominant le lac de Saint-Point.
La maison ainsi que le bâtiment de garage-écurie font l’objet d’une inscription au titre des monuments historiques depuis le 20 novembre 2003.

## Localisation
La maison est située sur les hauteurs de la partie ouest des Grangettes, à la limite de la forêt. Elle domine le Lac de Saint-Point.

## Architecture

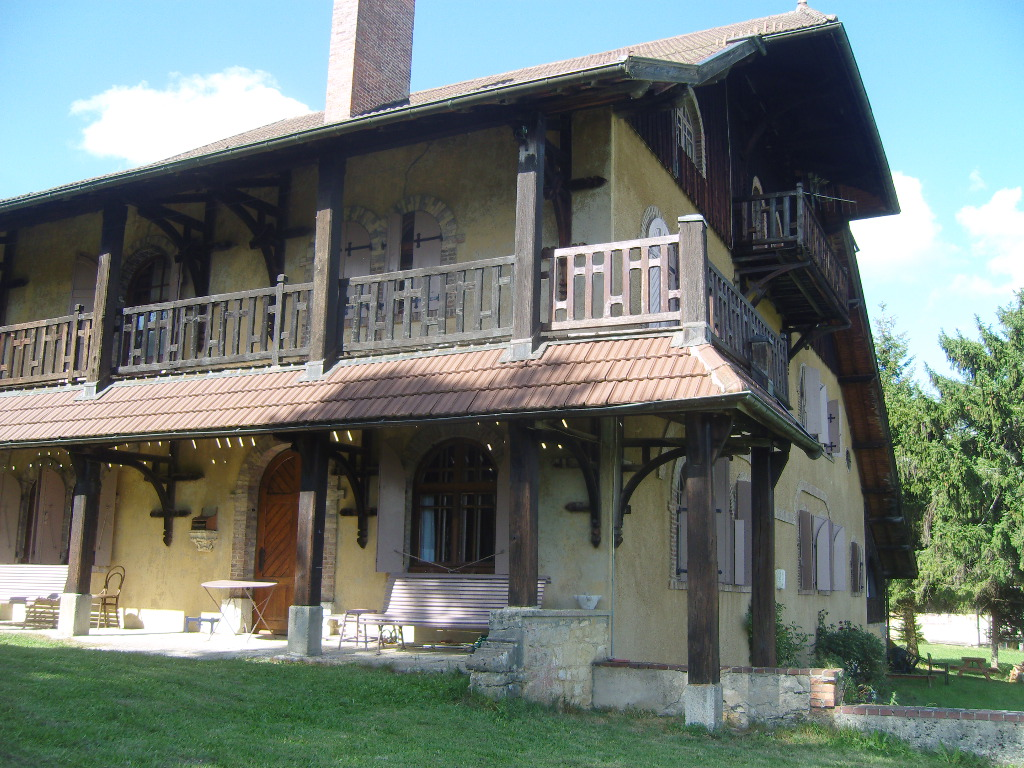
Façade sud-ouest.

Les plans de la maison sont de l'architecte Boullu et du peintre Auguste Morisot. Ils sont inspirés des formes typiques des fermes franc-comtoises pour fondre le bâtiment dans le paysage tout en lui conservant une grande originalité par l'emploi d'une décoration proche de l'esprit Arts & Crafts en particulier la ferronnerie et l'usage de la brique à la manière de Charles Rennie Mackintosh.